# Rivière Duparquet
Rivière Duparquet är ett vattendrag i Kanada.   Det ligger i provinsen Québec, i den sydöstra delen av landet, 400 km nordväst om huvudstaden Ottawa.
Omgivningarna runt Rivière Duparquet är en mosaik av jordbruksmark och naturlig växtlighet. Runt Rivière Duparquet är det mycket glesbefolkat, med 3 invånare per kvadratkilometer.